# Grimaldi-család
A Grimaldi-család több mint 800 éves genovai eredetű család, amelynek számos ága közül a legismertebb a monacói hercegi család. A család további ágai adták a történelem során Beuil grófjait, Antibes urait, Puget grófjait, Nizza urait és Beaufort márkijait, továbbá számos püspököt, érseket, illetve bíborost.
A monacói férfiág a 17. században kihalt: a család, amely ma Monacót irányítja női ágon kötődik a Grimaldikhoz, a Grimaldi nevet csak felvette.

## Történetük
A Grimaldi család története elválaszthatatlanul összefonódott a Genovai Köztársaság és a Monacói Hercegség történetével. Első őseik között tartják számon Grimoaldot, aki a 8. században frank majordomus volt. Más hagyomány szerint történetük a genovai konzul, Otto Canella fiával, a keresztes háborúk kezdeti korszakának genovai államférfijával, Grimaldóval kezdődik, aki 1162-ben, 1170-ben és 1184-ben maga is Genova konzulja lett. Leszármazottai tengeri expedíciókat vezettek a Földközi-tenger, a Fekete-tenger, majd az Északi-tenger térségében, és a család hamarosan a genovai közösség leghatalmasabb családjainak egyikévé vált.
A Grimaldik tartottak attól, hogy egy államcsíny során valamelyik rivális genovai család megtöri a törékeny politikai egyensúlyt egy uralkodót rájuk kényszerítve – amint ilyesmire példát más itáliai városok esetében láthattunk. Ezért guelf szövetségre léptek a Fieschi családdal és érdekeiket fegyverrel védték. Ám egy véres fordulat következtében a guelfeket 1271-ben száműzték a városállamból, és a Grimaldik liguriai, illetve provence-i birtokaikon találtak menedéket.
Minthogy hűek voltak az Anjou-házhoz, szövetséget kötöttek Anjou I. Károllyal (aki Nápoly királya és Provence hercege volt), hogy visszaszerezzék az irányítást Genova fölött – továbbá, hogy vele kölcsönösen támogassák egymást. 1276-ban elfogadtak egy pápai oltalom alatt megszülető békeszerződést, noha az nem jelentett többet egy fegyverszünetnél, ami nem volt képes véget vetni a tartós genovai polgárháborúnak. Nem az összes Grimaldi tért vissza Genovába: többen közülük a feudumaikon való letelepedést választották, ahol könnyebben tudtak hadsereget toborozni.
Mielőtt visszavonultak a nyugati Riviérára, 1299-ben a Grimaldik és szövetségeseik nem haboztak gályákat indítani Genova kikötőjének megtámadására. A következő évek során ügyes szövetségi politikával hatalomhoz jutottak a genovai intézményekben és a rivális Spinola családot száműzték a városból. Ebben az időszakban a guelfek és ghibellinek időről időre elfoglalták, illetve elhagyták Monaco kastélyát, amelynek fekvése ideális volt arra, hogy onnan politikai és katonai akciókat indítsanak Genova ellen. Monaco elfoglalása Francesco Grimaldi nevéhez fűződik, aki a hagyomány szerint 1297. január 8-án ferences szerzetesnek öltözve bejutott a Monaco-erődbe, és hatalmába kerítette azt.
A 14. század elején a katalánok folyamatosan zaklatták Provence és Liguria partjait, próbára téve ily módon Genova és a provance-i Róbert király hatalmát. 1353-ban egy nyolcvan velencei és katalán gályából álló hajóhad gyűlt össze Szardíniánál, hogy szembeszálljon az Antonio Grimaldi parancsnoksága alatt álló hatvan hajóval. Mindössze tizennyolc genovai gálya élte túl ezt a véres tengeri ütközetet. Tartva egy velencei inváziótól vagy blokádtól, Genova Milánó urainak védelme alá helyezte magát, újból eltávolítva ezzel a Grimaldikat a hatalomból.
A Grimaldi-család legrégibb feudális ágai közül több részese volt e viszálykodásnak, így a család antibes-i, beuil-i, nizzai, Puget-i és szicíliai ága. 1395-ben a Grimaldik a genovai viszálykodás során megszerezték a – társuralkodói által megosztva, tulajdonközösségben irányított – Monaco feletti uralmat. Innen származtatható a mai hercegség. Monaco az 1500-as évekre végleg az ő kezükbe került, függetlenségét 1512-ben XII. Lajos francia király elismerte.
A többi nagy genovai családhoz hasonlóan a Grimaldik is egy albergónak nevezett közösség keretébe szervezték családi kapcsolataikat és az 1528-as genovai intézményi reform során ez az ősi uralkodói család a Genovai Köztársaság 28 alberghijének egyike lett. A Grimaldi-ház számos nevezetes személyt adott, köztük dózsék, bíborosok, udvarmesterek, podesták, miniszterek, kormányzók, bankárok, máltai lovagok és feudális hűbérurak szerepeltek.

## Grimaldi palotái Genovában

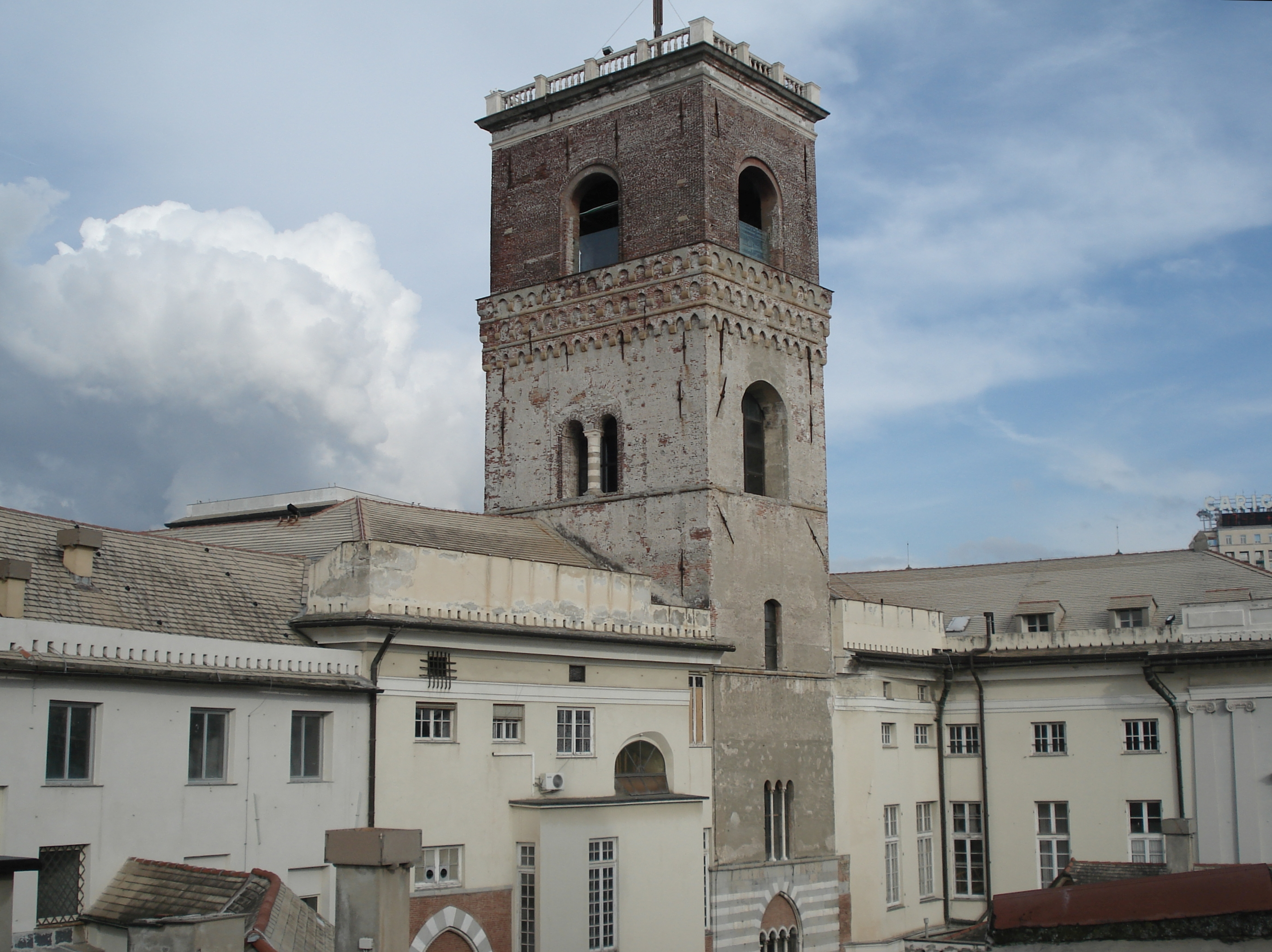
A dózse palota Grimaldi-tornya
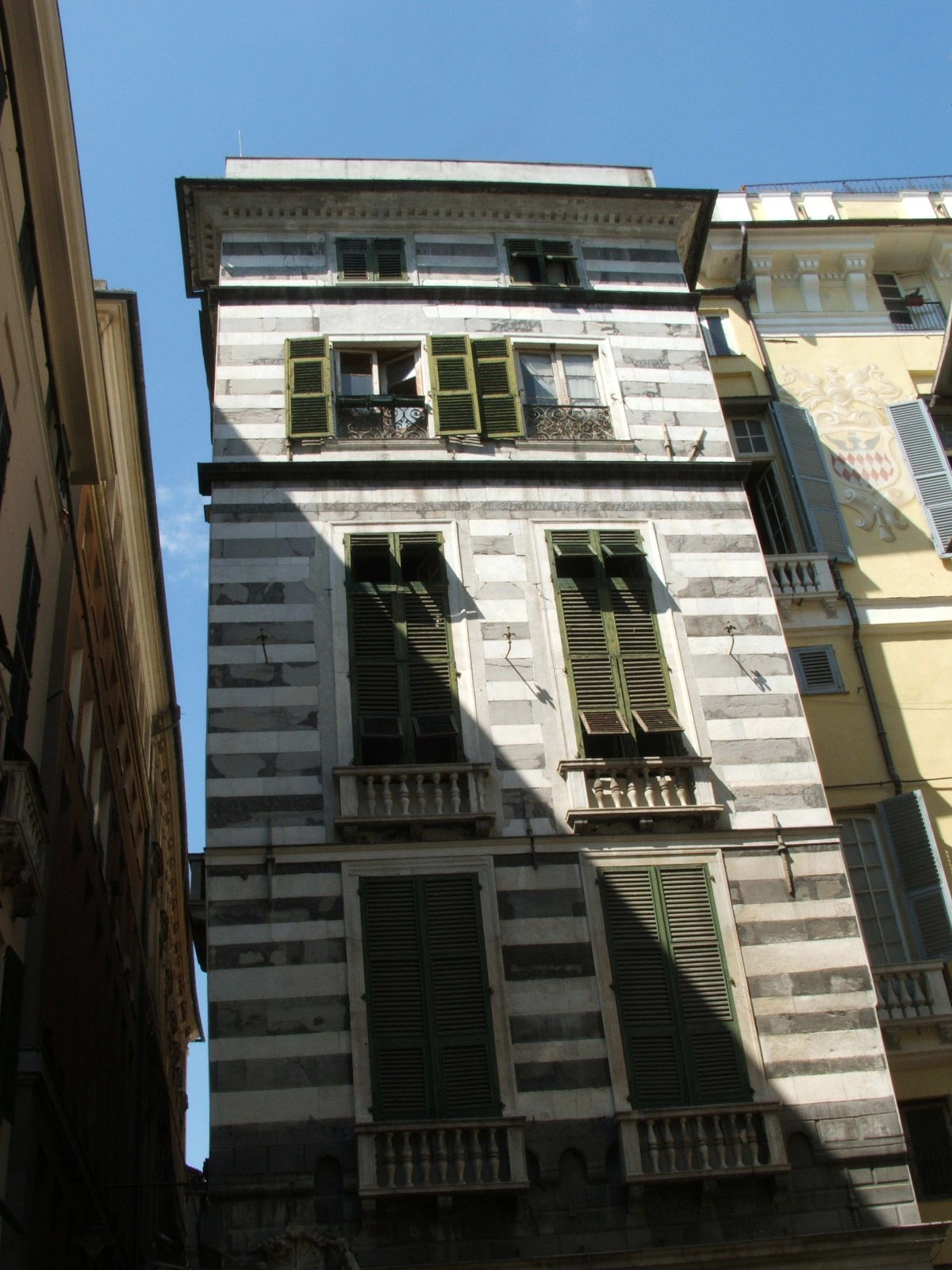
Palazzo Nicola Grimaldi
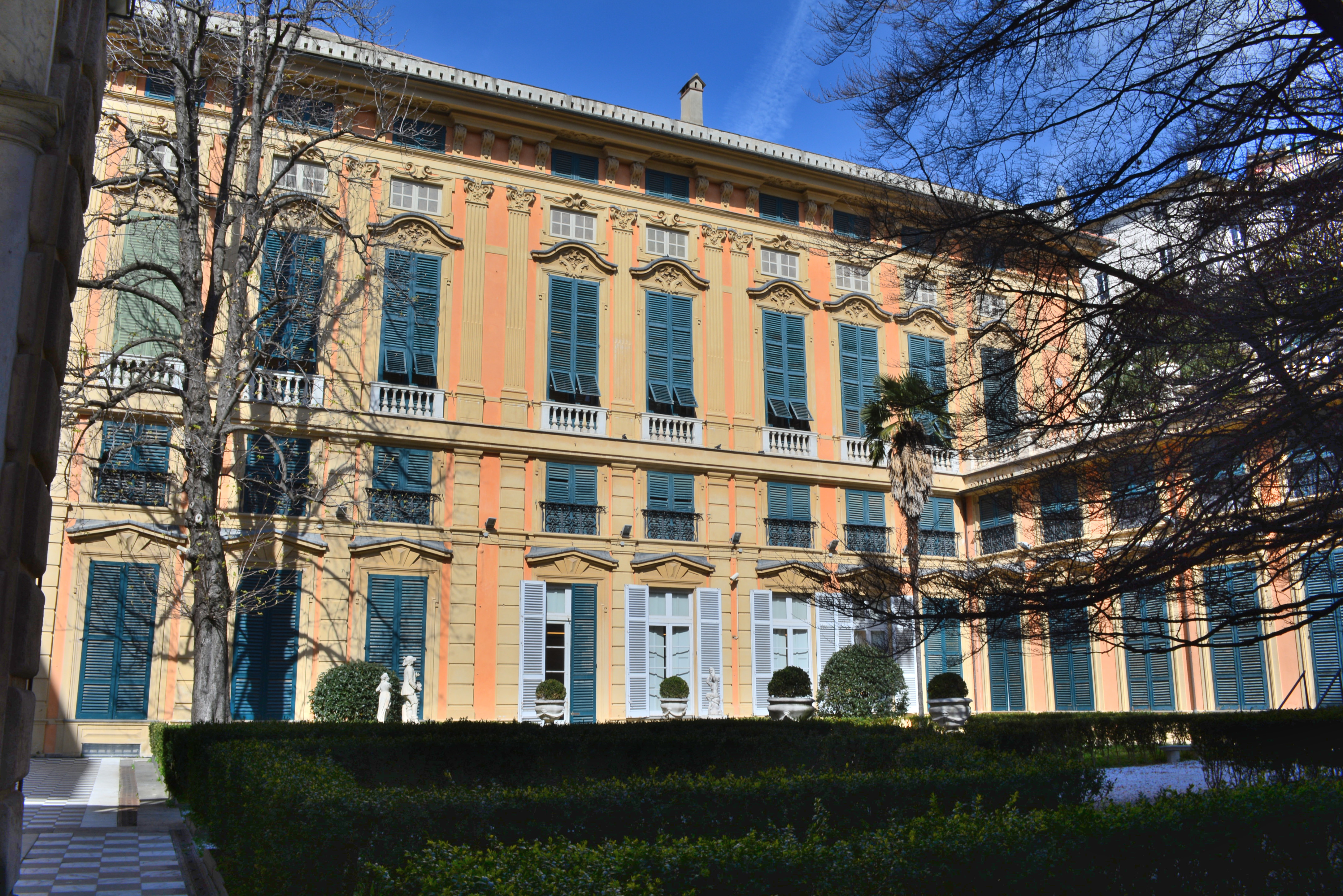
Palazzo Luca Grimaldi
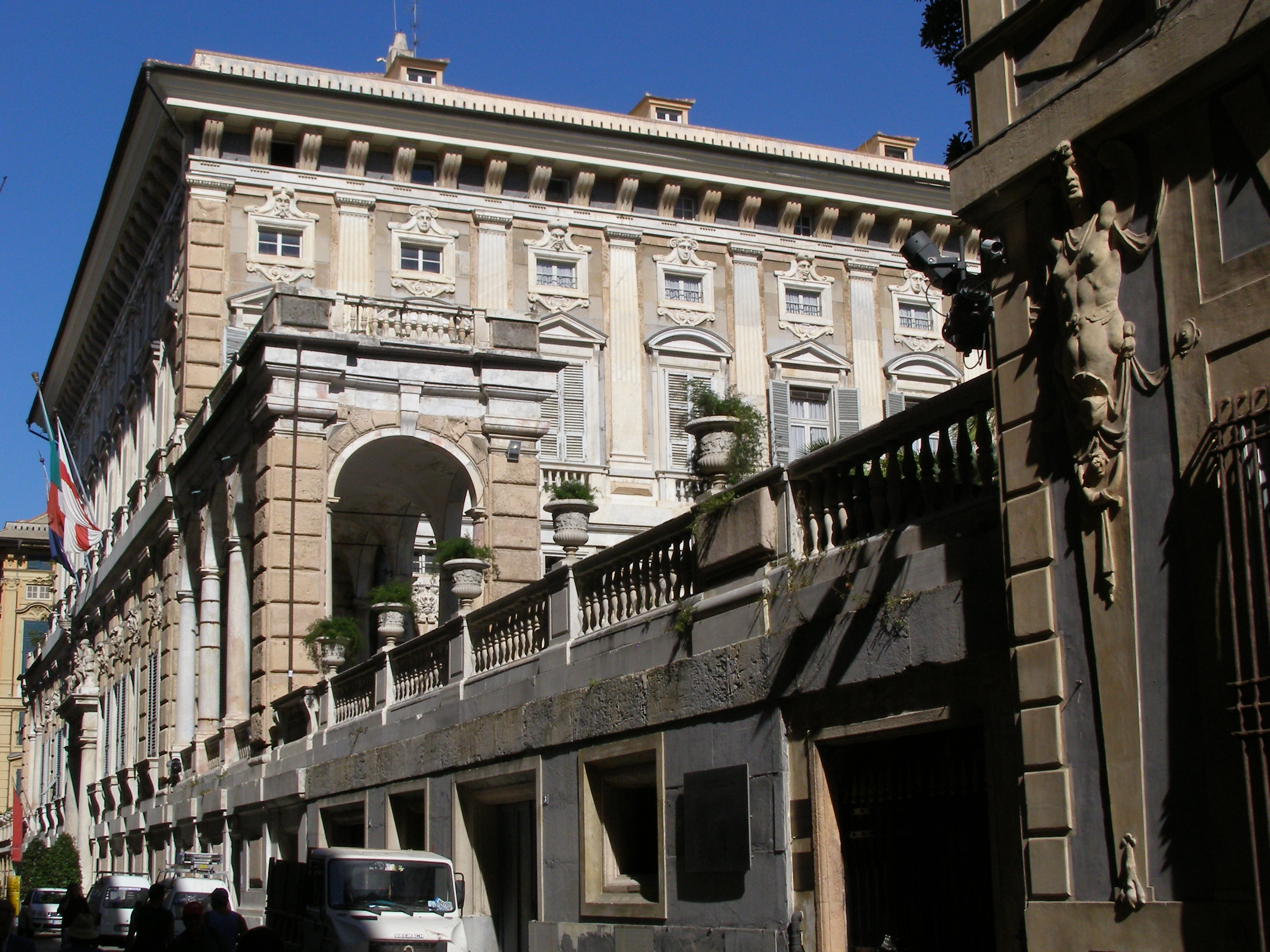
Palazzo Niccolò Grimaldi
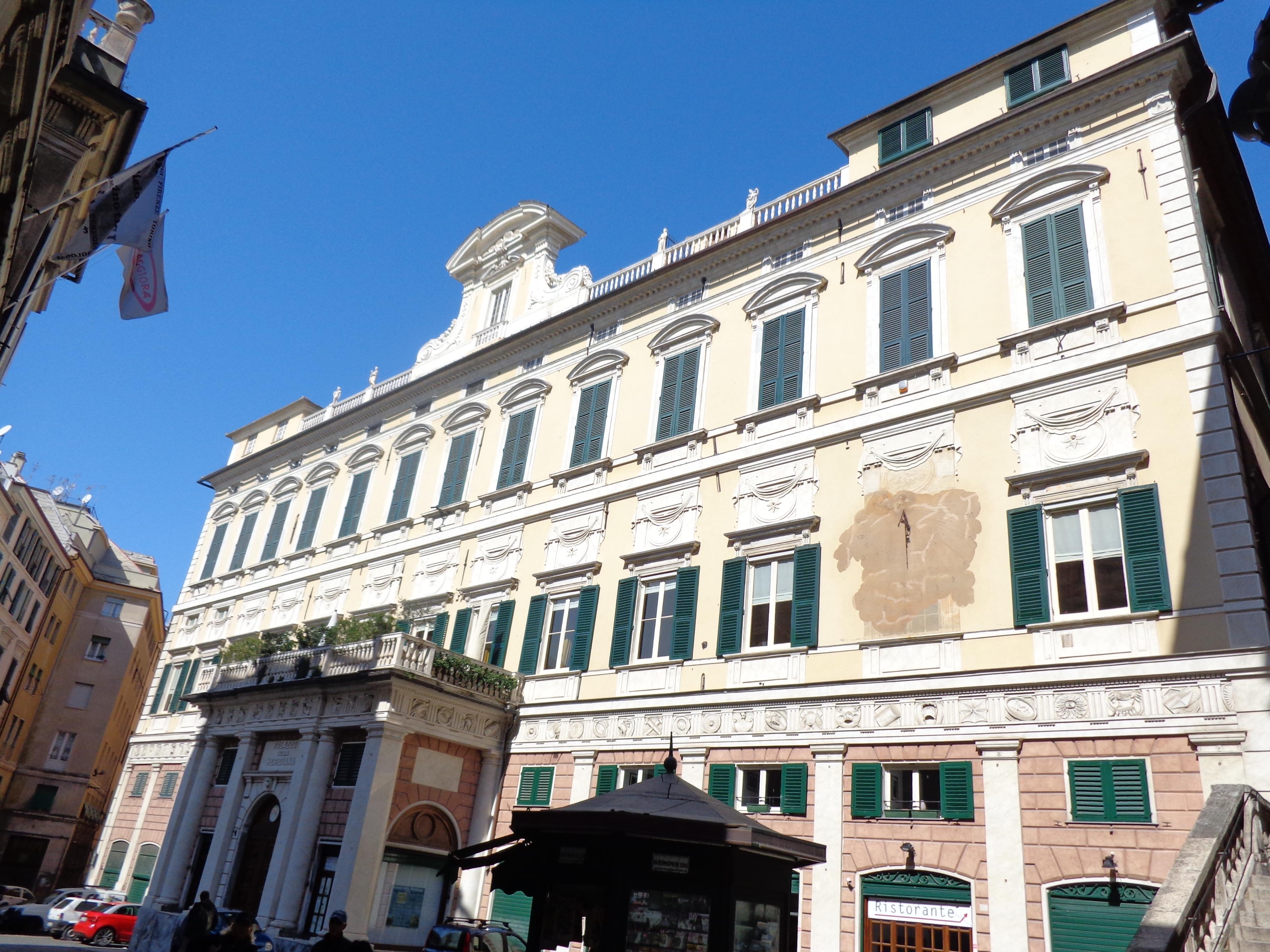
Palazzo Gerolamo Grimaldi
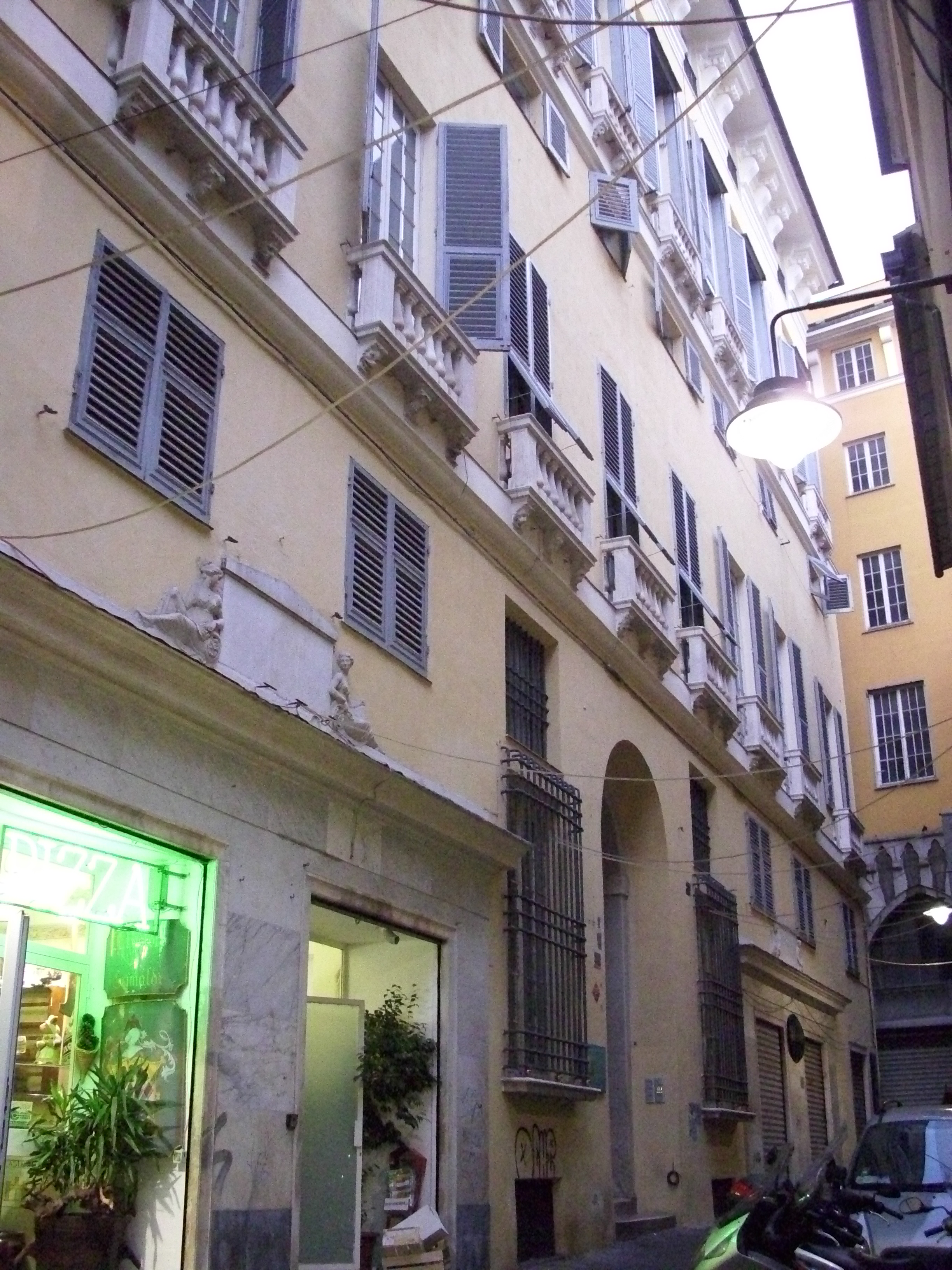
Palazzo Gio Battista Grimaldi
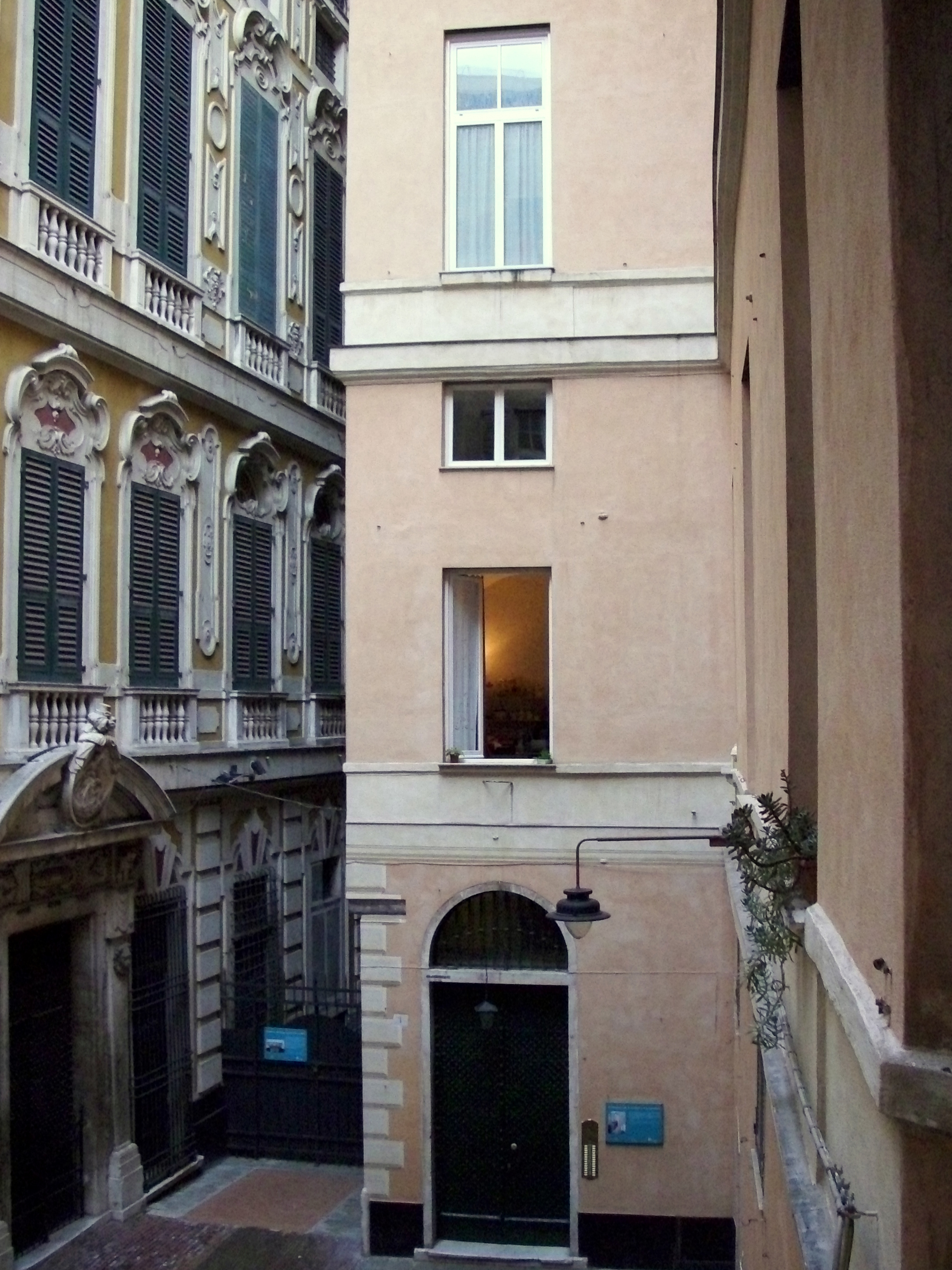
Palazzo Lazzaro Grimaldi
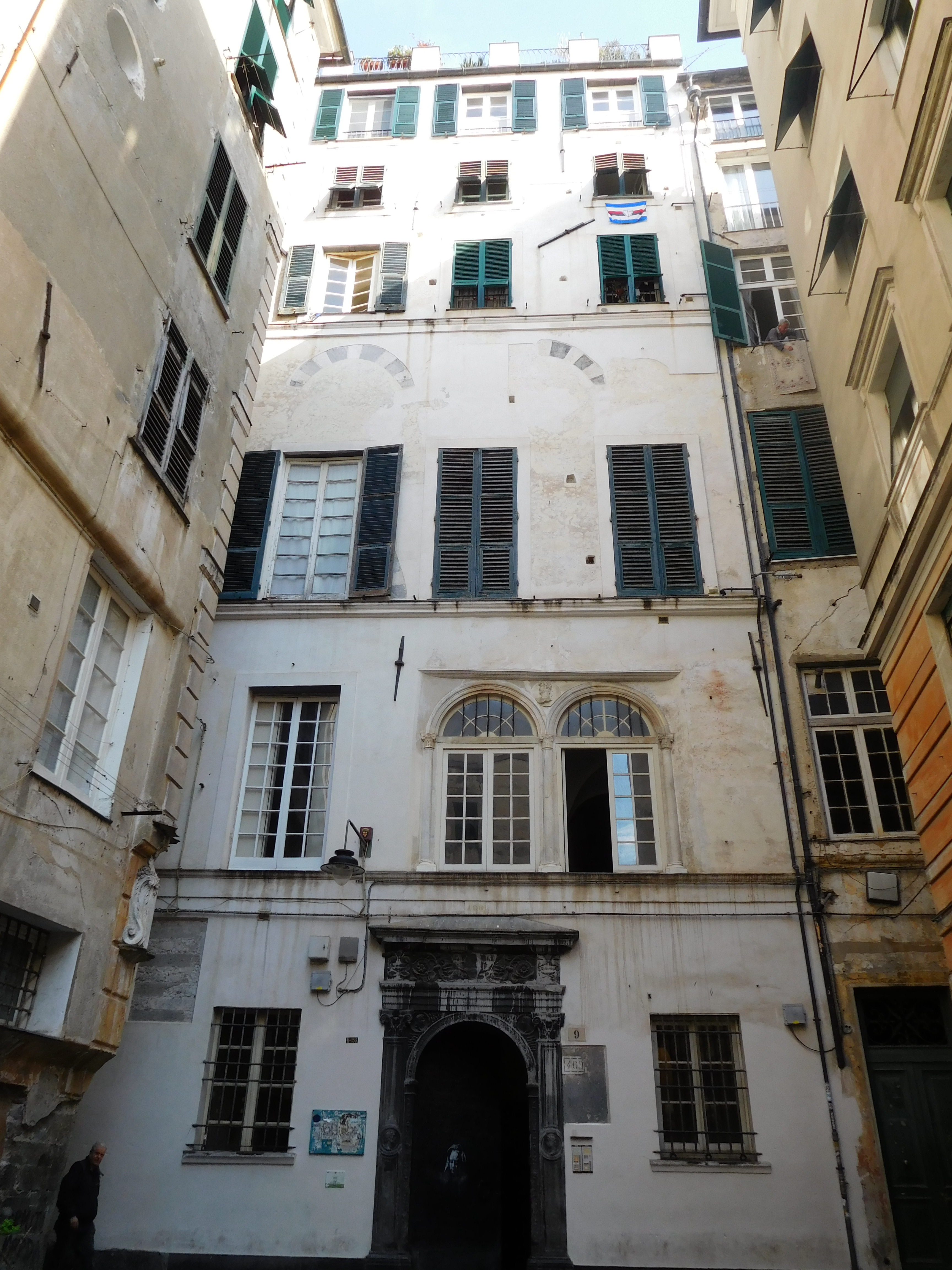
Palazzo Di Negro-Grimaldi
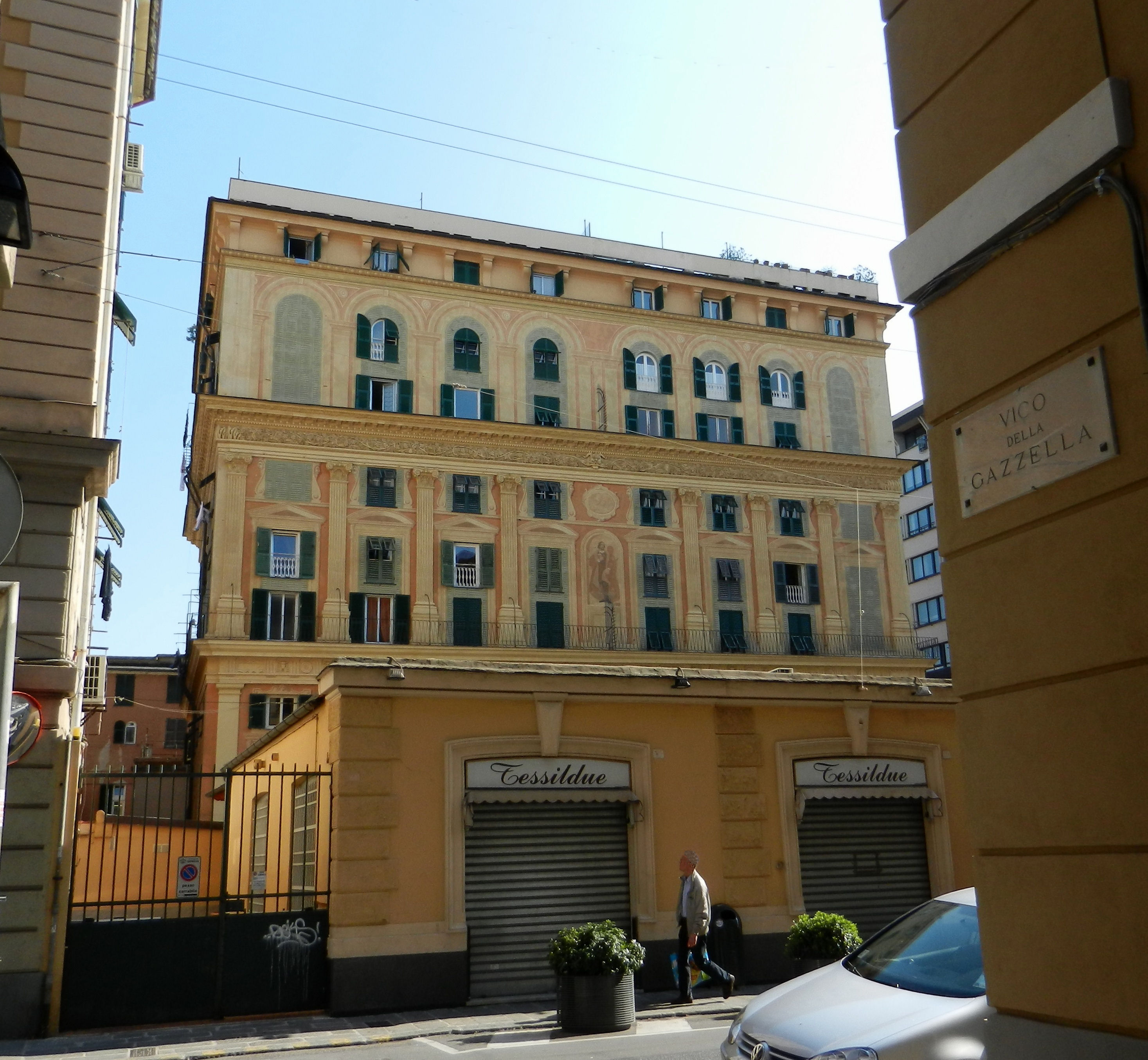
Palazzo Grimaldi Sauli
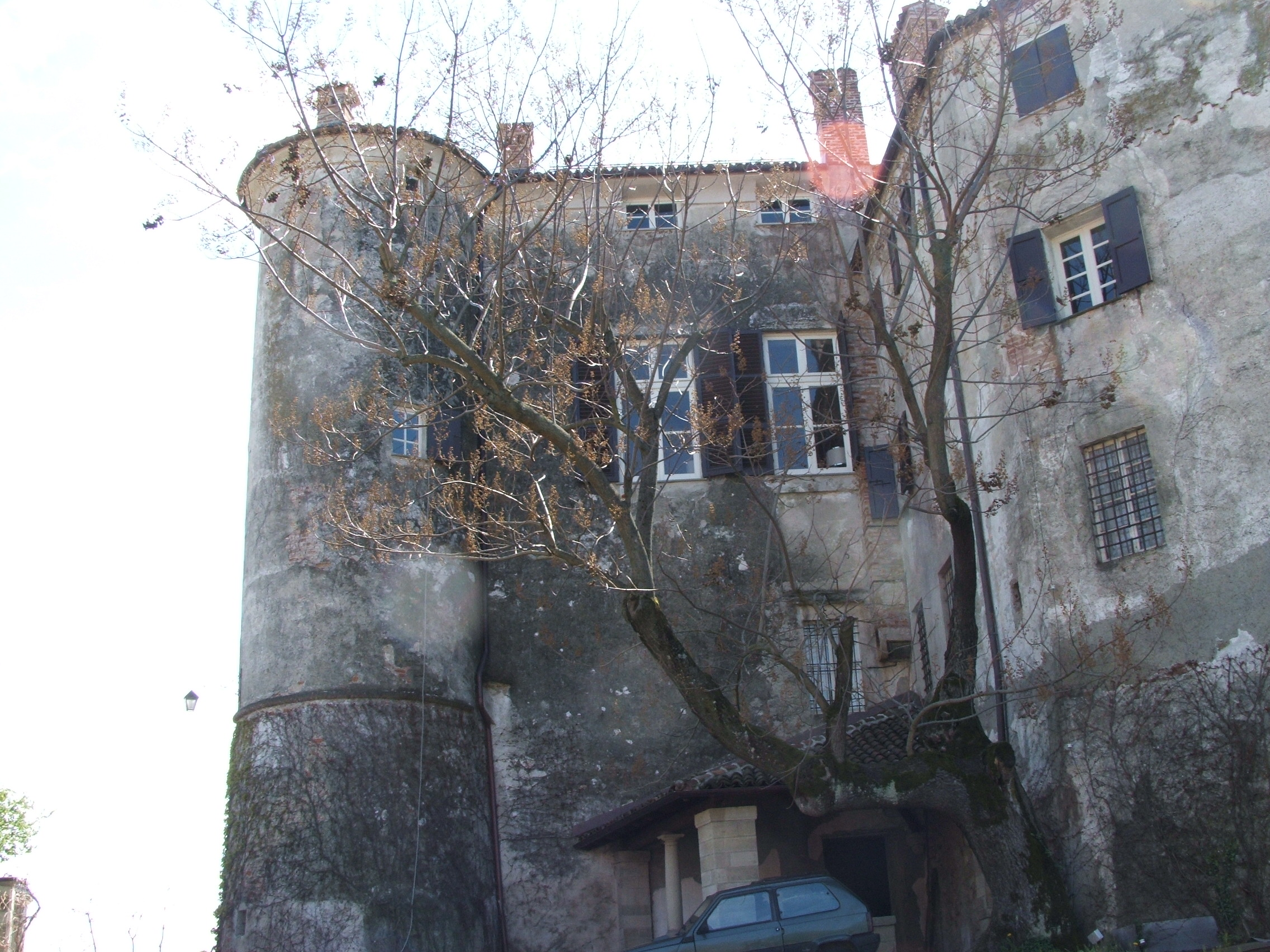
Kastély a piemonti Rocca Grimaldaban

## Fordítás
- Ez a szócikk részben vagy egészben  a   Famille Grimaldi című francia Wikipédia-szócikk ezen változatának fordításán alapul.  Az eredeti cikk szerkesztőit annak laptörténete sorolja fel. Ez a jelzés csupán a megfogalmazás eredetét és a szerzői jogokat jelzi, nem szolgál a cikkben szereplő információk forrásmegjelöléseként.